# 1123 Shapleya
1123 Shapleya är en asteroid i huvudbältet som upptäcktes den 21 september 1928 av den ryske astronomen Grigorij N. Neujmin vid Simeizobservatoriet på Krim. Dess preliminära beteckning var 1928 ST. Den namngavs senare efter den amerikanske astronomen Harlow Shapley vid Harvard-observatoriet i Cambridge, Massachusetts.
Den tillhör asteroidgruppen Flora.
Shapleyas senaste periheliepassage skede den 3 mars 2025. Beräkningar har gett vid handen att asteroiden har en rotationstid på ungefär 52,92 timmar.